# Andrés Álvarez de Toledo
Andrés Álvarez de Toledo fue un militar realista español que luchó en las Invasiones Inglesas al Río de la Plata y contra la emancipación americana. Es considerado por algunos el verdadero autor del Plan de Operaciones atribuido a Mariano Moreno.

## Biografía
Andrés Álvarez de Toledo, nacido en Madrid, España, se estableció en la ciudad de Buenos Aires, capital del Virreinato del Río de la Plata y luchó en las invasiones inglesas. 
El 23 de marzo de 1807 revistaba como teniente urbano agregado al cuerpo de artillería de Buenos Aires.
Su participación en la defensa de Buenos Aires contra la segunda invasión inglesa le valió el despacho de capitán.
Tras la capitulación y retirada británica, Álvarez de Toledo pasó a Montevideo, donde el 5 de septiembre servía como capitán urbano y el 10 de febrero de 1808 era ya capitán graduado de milicias urbanas.
Regresó a Buenos Aires donde se encontraba al momento de estallar la Revolución de Mayo de 1810. Partidario del Consejo de Regencia, Álvarez de Toledo actuó de espía en la ciudad informando a las autoridades realistas de Montevideo, especialmente al comandante del apostadero José María Salazar.
Obligado a pasar a Montevideo, el 20 de marzo de 1811 elevó al gobernador Gaspar de Vigodet una extensa exposición de sus antecedentes recordando su participación en la defensa, haber hecho donativos a la causa española y sus servicios de espía en la capital revolucionaria. Manifestaba ser idóneo para desempeñar cualquier función en el servicio público solicitando empleo y auxilio económico: afirmaba sufrir las consecuencias de su huida de Buenos Aires obligado a emigrar por "haber querido auxiliar a una autoridad legítima" y haber perdido 4000 pesos en el naufragio de su equipaje
Vigodet no aceptó sin embargo incorporarlo al ejército de esa plaza. Álvarez de Toledo había actuado también como agente de la princesa Carlota Joaquina de Borbón y si bien Montevideo requería el auxilio portugués, desconfiaba también de la política de Carlota y del estado vecino.
Durante su permanencia en la plaza sitiada transcribió de su propia mano copias del Plan de Operaciones, un documento secreto solicitado por la Primera Junta revolucionaria a su secretario Mariano Moreno en julio de 1810 con el objeto de definir los propósitos y las estrategias de la revolución. Radical en sus objetivos y discurso, el programa proponía promover una insurrección en la Banda Oriental y el sur del Brasil, mantener una formal lealtad a Fernando VII de España de manera de permitir la neutralidad de Inglaterra y hasta tanto la situación militar permitiera declarar la independencia y con los enemigos seguir "la conducta más cruel y sanguinaria".
Cercana la caída de la ciudad en manos patriotas, en 1814 Álvarez de Toledo pasó a Río de Janeiro, donde presentó copia del plan a Carlota, y luego a España, donde hizo lo mismo en la corte de Fernando VII, quien ya había recuperado el control del gobierno. 

## Vinculación con el Plan de operaciones
Entre los años 1886 y 1887, Eduardo Madero encontró en Sevilla, en el Archivo General de Indias, la copia de un documento cuyo título resumido se conocería más tarde como Plan de operaciones. El documento estaba "firmado" por Mariano Moreno. En 1896, Norberto Piñero publicó en Buenos Aires la versión completa del documento, que por su novedad produjo un gran impacto en los ámbitos intelectuales, generando inmediatamente conflictos entre los que adjudicaban la autoría a Moreno —sosteniendo además la autenticidad del documento— y los que consideraban que era falso y contrario al ideario de la Revolución de Mayo y de Moreno.
En 1921, Ricardo Levene, que consideraba que el documento era apócrifo y escrito por enemigos de la Revolución, intentó identificar a los posibles autores. Finalmente  pudo demostrar, con pericias caligráficas, que la copia hallada en Sevilla  había sido escrita por un tal Álvarez de Toledo, hasta entonces un personaje casi desconocido. Este hecho, si bien no tuvo mucha trascendencia porque identificar al copista no implicaba identificar al autor, permitió sin embargo vincular efectivamente a Álvarez de Toledo con el Plan.  Levene siguió creyendo, sin prueba alguna, que la copia de Sevilla era la "copia primitiva, matriz de la familia de copias" que existían del documento. 
En 1970, el historiador Carlos S. A. Segreti, siguiendo las huellas de Levene, hizo otro aporte interesante. Comparó el Plan con una carta que Álvarez de Toledo envió al funcionario portugués Paulo Fernández Viana el 20 de abril de 1814 a la que adjuntó copia de una carta del caudillo oriental Ramón Otorgués. Según Segreti estas dos cartas tenían palabras,  peculiaridades ortográficas, giros idiomáticos, estructura y objetivos similares al Plan. La conclusión de Segreti fue que Álvarez de Toledo era el autor de la carta de Otorgués y el Plan con lo que daba por terminado el debate. La crítica histórica no pensó lo mismo aunque mantuvo a Álvarez de Toledo en la lista de autores sospechosos.
En 2015, se publicó el libro Un Plagio Bicentenario de Diego Javier Bauso. Como fruto de su investigación, Bauso presentó un hallazgo tan notable y sorprendente como el que había producido la publicación del Plan en 1896: grandes partes (el exordio, su conclusión y parte del articulado) del Plan de Operaciones eran una copia textual de la traducción española de El cementerio de la Magdalena de Jean Baptiste Philadelphe Regnault-Warin, una novela histórica con influencias góticas publicada entre 1800 y 1801 en París. Bauso confirmó parte del hallazgo de Segreti diciendo que Álvarez de Toledo "escribe de una forma  muy pero muy similar al autor del Plan".  Pero recalcó que su fuente de "inspiración" era mayoritariamente la novela de Regnault-Warin y que además Álvarez de Toledo no era el único autor del Plan.

## Enlaces
- Wikisource contiene obras originales de o sobre Andrés Álvarez de Toledo.

- Datos: Q5676280